# 鼻葉
鼻葉（びよう）は、小型のコウモリで発達している鼻の周りの複雑なひだを指す。
キクガシラコウモリ類やカグラコウモリ類でよく発達している。
エコーロケーションを行う際、超音波をコントロールするのに役に立っているといわれている。